# Heliozous
Els heliozous (Heliozoa, gr. "animals Sol") són un fílum de protozous amb pseudopodis rígids suportats per microtúbuls (axopodis) que irradien dels seu cosesfèric cosa que els dona nom. Els axpodis es fan servir per capturar aliment i per moure's. Són similars als Radiolaria, dels quals es distingeixen per no tenir càpsula central ni altres elements esquelètics complexos. Se'ls pot trobar tant en aigua dolça com en ambients marins.

## Classificació
Originàriament els heliozous formaven el tàxon Heliozoa o Heliozoea, amb el rang de classe o fílum, però s'ha comprovat que és un grup polifilètic.
Els grups principals inclouen:
- Actinophryida (actualment en Stramenopiles)
- Centrohelida (alguns consideren que són Hacrobia)
- Desmothoracida, Heliomonadida/Dimorphida i Gymnosphaerida (actualment a Rhizaria > Cercozoa)
- Taxopodida > Sticholonche (actualment dins Rhizaria > Radiozoa)
- Pedinellida (actualment dins Stramenopiles)
- Rotosphaerida (actualment dins Opisthokonta > Nucleariida)

Diversos nucleariids s'havien considerat heliozoa, però no tenen axopodes microtúbuls i actualment es consideren ameboides filosos.